# Диджбалис, Ауримас
Ауримас Диджбалис (лит. Aurimas Didžbalis; род. 13 июня 1991, Клайпеда) — литовский тяжелоатлет, бронзовый призёр Олимпийских игр (2016), призёр чемпионата мира (2014), чемпион Европы 2015 года в весовой категории до 94 кг.

## Биография
В настоящий момент является студентом Клайпедского университета.

## Спортивная карьера
В ноябре 2011 года на чемпионате Европы в Казани занял четвёртое место, но из-за положительной допинг-пробы у конкурента в итоге получил бронзовую медаль.
В апреле 2012 года на чемпионате Европы в Анталье был награждён серебряной медалью, но после из-за положительного результат допинг-теста на анаболические стероиды был дисквалифицирован, лишён всех медалей за 2012 год и потерял право участия в Олимпийских играх 2012 года в Лондоне.
В ноябре 2014 года на чемпионате мира в Алма-Ате завоевал малую серебряную медаль в рывке (185 кг) и бронзовую медаль по сумме двоеборья и стал первым тяжелоатлетом из Литвы, выигравшим медаль на чемпионате мира.
В ноябре 2015 года на чемпионате мира завоевал малую серебряную медаль в рывке (180 кг).
В августе 2016 года участвовал в летних Олимпийских играх в Рио-де-Жанейро, являясь единственным представителем литовской сборной в тяжёлой атлетике, и завоевал бронзовую медаль. При этом в рывке Ауримас лишь с третьей попытки смог поднять начальный заявленный вес 177 кг.
11 января 2018 года был повторно дисквалифицирован на 8 лет после положительного результата допинг-пробы спортсмена, взятой на чемпионате мира в Анахайме. Также атлет был лишён серебряной медали чемпионата мира. 
4 декабря 2019 года IWF официально аннулировала все титулы казахстанского штангиста Владимира Седова с 2008 по 2016 годы и к литовскому атлету перешла серебряная медаль чемпионата мира 2014.

## Спортивные достижения
- 2011 год, ноябрь — впервые стал бронзовым призёром на чемпионате Европы 2011 в категории до 94 кг в Казани (Россия).
- 2014 год, ноябрь — серебряный призёр чемпионата мира 2014 в категории до 94 кг в Алма-Ате (Казахстан).
- 2015 год, апрель — чемпион Европы на чемпионате Европы 2015 в категории до 94 кг в Тбилиси (Грузия).
- 2016 год, август — бронзовый призёр Летних Олимпийских играх 2016 в категории до 94 кг в Рио-де-Жанейро (Бразилия).

## Основные результаты
| Год               | Место проведения         | Вес              | Рывок (кг)       | Рывок (кг)       | Рывок (кг)       | Рывок (кг)       | Толчок (кг)      | Толчок (кг)      | Толчок (кг)      | Толчок (кг)      | Сумма            | Место            |
| Год               | Место проведения         | Вес              | 1                | 2                | 3                | Место            | 1                | 2                | 3                | Место            | Сумма            | Место            |
| Олимпийские игры  | Олимпийские игры         | Олимпийские игры | Олимпийские игры | Олимпийские игры | Олимпийские игры | Олимпийские игры | Олимпийские игры | Олимпийские игры | Олимпийские игры | Олимпийские игры | Олимпийские игры | Олимпийские игры |
| ----------------- | ------------------------ | ---------------- | ---------------- | ---------------- | ---------------- | ---------------- | ---------------- | ---------------- | ---------------- | ---------------- | ---------------- | ---------------- |
| 2016              | Рио-де-Жанейро, Бразилия | 94 кг            | 177              | 177              | 177              | Серебро          | 210              | 215              | 223              | Бронза           | 392              | Бронза           |
| Чемпионаты мира   |                          |                  |                  |                  |                  |                  |                  |                  |                  |                  |                  |                  |
| 2014              | Алма-Ата, Казахстан      | 94 kg            | 175              | 181              | 185              | Золото           | 214              | 218              | 218              | 4                | 399              | Серебро          |
| 2015              | Хьюстон, США             | 94 kg            | 180              | 180              | 180              | Серебро          | 215              | 215              | 215              | —                | —                | —                |
| Чемпионаты Европы |                          |                  |                  |                  |                  |                  |                  |                  |                  |                  |                  |                  |
| 2011              | Казань, Россия           | 94 kg            |                  |                  | 177              | 1                |                  |                  | 205              | 3                | 382              | Бронза           |
| 2015              | Тбилиси, Грузия          | 94 kg            |                  |                  | 182              | 1                |                  |                  | 221              | 1                | 403              | Золото           |